# Шахмарданов, Шариф
Шариф Шахмарданович Шахмарданов (род. 5 октября 1947, село Ахты, Дагестанская АССР) — советский, российский художник, скульптор; академик Российской академии художеств (2021); заслуженный художник России; профессор кафедры искусств Смольного института Российской академии образования (Санкт-Петербург).

## Биография
Лезгин по национальности.
В 1972 году окончил Институт живописи, скульптуры и архитектуры им. И. Е. Репина (мастерская А. А. Мыльникова).
Преподаёт академическую живопись, академический рисунок, композицию, заведующий кафедрой искусств Смольного института РАО.
С 1975 года является членом Союза художников СССР; член Санкт-Петербургского союза художников.
Член учёного совета Международной академии искусств.
В 2012 году — избран членом-корреспондентом, в 2021 году — академиком Российской академии художеств от Отделения живописи.

## Творчество
Первые работы — роспись в интерьере актового зала Дагестанского университета «В мире науки» и мозаичное полотно на центральной площади города Дербента — принесли Н. Ш. Шахмарданову звание лауреата премии имени Г.Цадасы. Скульптурная композиция в металле «Дагестан — БАМу» размещена на фасаде здания вокзала станции Кунерма Байкало-Амурской магистрали.
Автор более 20 монументальных работ, в том числе конного памятника «Защитник Отечества» (Махачкала), символизирующего образ героев, посвятивших свою жизнь делу защиты Отечества. Монумент вошёл в «Золотой фонд лучших произведений России».
Работает над созданием конного памятника «Миротворец» в Дербенте, а также памятника И. И. Бецкому и памятника «Святой Татианы».
Участник республиканских, российских, всесоюзных и зарубежных выставок. Работы находятся в частных галереях и собраниях России, стран Европы и США.
- Дагестанский музей изобразительных искусств[4]

## Награды и признание
- Государственная премия Дагестана им. Гамзата Цадасы (1978)
- почётная грамота президиума Верховного Совета Дагестанской АССР (1979) — за активную творческую деятельность и проведённые персональные выставки
- Заслуженный деятель искусств Дагестанской АССР (1985) — за серию монументальных произведений
- почётная грамота Союза художников СССР (1986)
- большая золотая медаль им. Имама Шамиля (2006) — за памятник «Защитник Отечества»
- Золотая медаль Российской Академии художеств (2009)
- Юбилейная золотая медаль Союза художников Санкт-Петербурга (2010)
- лауреат Международного конкурса «Современная скульптура Юнеско-Аполлон» (2011) — за разработку и создание уникальных монументально-скульптурных композиций и монументального комплекса «Миротворец» в Дербенте и создание проекта «Образование и мир на Кавказе»
- Заслуженный художник Российской Федерации (2011)
- международный золотой орден «Рыцарь чести» (2012)[5]
- Народный художник Республики Дагестан (2017)[6]